# Sumbersari (Pebayuran)
Sumbersari is een bestuurslaag in het regentschap Bekasi van de provincie West-Java, Indonesië. Sumbersari telt 6313 inwoners (volkstelling 2010).